# 范文
范文（はんぶん、生年不詳 - 349年）は、チャンパ王国（林邑）第2王朝の初代国王（在位：336年 - 349年）。『隋書』では范文（ベトナム語: Phạm Văn）と記される。

## 生涯
『水経注』が引く『江東旧事』では揚州の出身とする。少年期に掠われて奴隷として交州に売られ、日南郡西巻県の夷帥であった范稚の家の奴隷となった。山中で牧牛していた折に二匹の鯉を獲らえ、その鯉が鉄に変じたためにその鉄で刀を鍛え、石に向かって「もし石を斬って壊すことができれば、文はこの国の王となるだろう」と願い、果たして石を斬ると干し草のように斬れたので、野心を抱いたと伝えられる。晋の建興年間に范稚の命により商人として林邑に入り、商売で北方に行ったときの見聞を元にして、国王の范逸に宮殿や都市の造営、兵器の製法を教えた。このため范逸の信任を受け、将軍に任じられた。范逸の寵を得た范文は王家の諸子を讒言して他国に亡命させた。
336年に范逸が死去すると、跡継ぎがなかったため、国内の有力者を脅して自ら国王に即位した。即位した范文は范逸の妻妾をことごとく自らのものとし、従わない者は餓死させた。さらに各地の王子たちを誘き出し、海水に椰子の毒を混ぜたものを飲ませて殺した。地位を固めた范文は大岐界・小岐界・式僕・徐狼・屈都・乾魯・扶単といった周辺諸国に攻め入って滅ぼし、それらの地を併合した。340年10月に晋に遣使して馴象を献上したが、その時の書は胡字（ブラーフミー系文字か）で書かれていたという。347年1月に晋の領土であった日南郡を奪って太守の夏侯覧以下五、六千人を殺害し、さらに九徳郡に進攻した。勢いに乗った范文は晋の交州刺史朱蕃に日南郡の北の横山を両国の国境にしようと申し入れたが受け入れられず、7月に朱蕃が派遣した督護の劉雄に破れて、やむなく兵を返した。翌348年4月、九真郡に進攻して京観を築いた。349年、晋の派兵した征西督護の滕畯に盧容で敗北して九真郡から撤退し、同年に死去した。

## 参考資料
- George Cœdès (1968-05-01). The Indianized States of South-East Asia. University of Hawaii Press. ISBN 978-0824803681
- 石井米雄、桜井由躬雄 編『東南アジア史 I 大陸部』山川出版社〈新版 世界各国史 5〉、1999年12月20日。ISBN 978-4634413504。
- 『晋書』巻七 帝紀第七 成帝
- 『晋書』巻八 帝紀第八 穆帝
- 『晋書』巻九十七 列伝第六十七 林邑
- 『南斉書』巻五十八 列伝第三十九 林邑国
- 『梁書』巻五十四 列伝第四十八 林邑国
- 『隋書』巻二 列伝第四十七 南蛮
- 『南史』巻七十八 列伝第六十八 林邑国
- 『水経注』巻三十六 鬱水